# Melitta Rühn

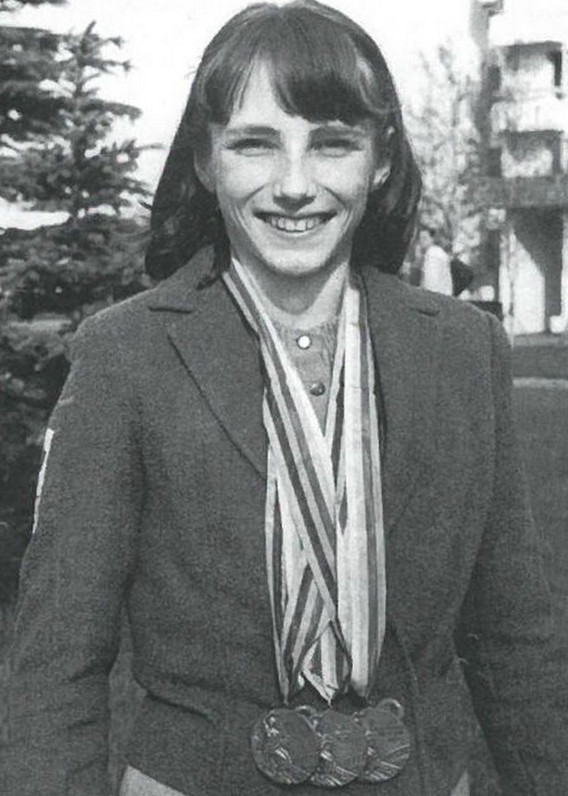
Melitta Rühn 1980

Melitta Rühn (heute Melitta Fleischer) (* 19. April 1965 in Sibiu, Kreis Sibiu) ist eine ehemalige rumänische Kunstturnerin aus der deutschsprachigen Minderheit der Siebenbürger Sachsen.

## Sportliche Karriere
Melitta Rühn war Mitglied der damals sehr erfolgreichen Turn-Nationalmannschaft der Frauen Rumäniens. 1979 errang sie bei der Weltmeisterschaft in Fort Worth mit ihrer Mannschaft die Goldmedaille, im Mehrkampf und Bodenturnen holte sie Bronze. 1980 war sie bei den XXII. Olympischen Sommerspielen 1980 in Moskau an der Silbermedaille im Mannschaftsmehrkampf beteiligt und errang zwei Bronzemedaillen im Pferdsprung und am Stufenbarren. In der Qualifikation des Einzelmehrkampfs erhielt sie beim Pferdsprung die Note 10.

## Leben
1982 zog sich Melitta von ihrer aktiven Sportkarriere zurück. Nachdem sie ihr Studium an der Sportuniversität in Bukarest erfolgreich absolviert hatte, lernte sie ihren Freund und jetzigen Ehemann Roland Fleischer kennen, der 1988 mit seiner Familie nach Deutschland emigrierte. Nach dem Sturz der kommunistischen Regierung wanderte Melitta 1990 nach Deutschland aus. Nach ihrer Hochzeit zog sie mit ihrem Mann nach Traunreut, wo im selben Jahr ihre erste Tochter Stephanie geboren wurde. 1991 wechselten sie ihren Wohnort und zogen nach Traunstein, wo ein Jahr darauf ihre zweite Tochter Franziska auf die Welt kam. In Waging am See trainierte Melitta Fleischer 1992 unter anderem die deutsche Meisterin Natalie Pitzka. 1993 siedelte sie nach München um, weil Roland eine Stelle als Hausmeister und Melitta als Kioskverkäuferin an einer Privatschule bekamen. 